# Angara-hegyvonulat
Az Angara-hegyvonulat (oroszul: Ангарский кряж, esetleg Среднеангарский кряж) tájegység Oroszországban, Észak-Ázsiában, a Közép-szibériai-fennsík része. 
Közigazgatásilag legnagyobb része az Irkutszki területhez tartozik.  

## Elhelyezkedése, jellemzői
A Közép-szibériai-fennsík délkeleti részén fekszik. A Keleti-Szajan előhegyeitől északkelet felé mintegy 800 km hosszan, az Alsó-Tunguszka völgyéig húzódik. Legmagasabb pontja 1022 m. Tőle délkeletre, keletre a Léna–Angara-fennsík, északnyugatra és nyugatra az Angara-felföld terül el.
Néhány párhuzamosan futó hegygerincből áll. Főként kora-paleozoikumi karbonátos és terrigén (szárazföldi eredetű) üledék, valamint a rétegek közé intrúzióval (magmabehatolással) keletkezett trapp építi fel. Ahol az Angara és mellékfolyói áttörik a trappot, a folyómedrekben nagy zúgók alakultak ki. 
Növényzetét az északkeleti tájakon a vörösfenyő jellemzi, délnyugaton az erdeifenyőből, a cirbolya- és jegenyefenyőből álló tajga az uralkodó. 